# Facto Delafé y las Flores Azules
Facto Delafé y Las Flores Azules, actuellement appelé Delafé, est un groupe d'indie pop espagnol, originaire de Barcelone. Marc Barrachina vient du groupe Songstone, Oscar D'aniello du groupe Mishima, et Helena Miquel du groupe Élena.
En 2010, avant la sortie de l'album vs Las Trompetas de la Muerte, Marc Barrachina quitte le groupe, qui prend le nom de Delafé y las Flores Azules. À ce stade, le groupe recrute Dani Acedo (Mishima). En septembre 2015, Helena quitte le groupe, départ qu'elle annonce sur Facebook, et le groupe se rebaptise ensuite simplement en Delafé.

## Biographie
Les premiers jets du groupe remontent à novembre 2002. En septembre 2003, les membres participent et gagnent le premix à un concours appelé Jóvenes Promesas de El Masnou organisé par El Masnou. À cette période, en juin, ils enregistraient déjà leur premier album studio. En mai 2004, leur chanson Mar el poder del Mar est choisie comme chanson du mois par la RNE Radio 3 à son programme Disco Grande. Helena Miquel (Las Flores azules), qui s'est occupé des chœurs, rejoint définitivement le groupe. 
En janvier 2005, leur démo El Monstruo de las Ramblas est sélectionné meilleure démo 2004 par les auditeurs de Disco Grande. En novembre 2005, ils publient leur premier album, vs. El Monstruo de las ramblas au label Music Bus. À la fin 2006, ils enregistrent plusieurs chansons pour la bande originale du film Yo soy la Juani de Bigas Luna. En octobre 2007, ils publient leur deuxième album, La Luz de la mañana. En 2008, la chanson Mar el poder del Mar devient la chanson de la campagne publicitaire pour Ya es primavera en El Corte Inglés.
En 2010, en parallèle à la sortie de vs. Las Trompetas de la Muerte, Marc Barrachina quitte le groupe, qui se rebaptise simplement Delafé y las Flores Azules. À cette période, le groupe se compose de : Dani Acedo (basse, claviers, chœurs), Juliane Heinemann (chœurs, percussions), Ferran Puig (trombone, percussions, chœurs), Ramón Marc Bataller (saxophone, percussions, chœurs), Marc Gay (trompette, percussions, chœurs), Ramón Rabinad (batterie), Lluís Cots (technicien-son), Xavi Corbellini (technicien-son), Karles Albert Gómez et Martínez de Huete (Road Manager), DSLNC (visuels et sons). En 2011, le groupe joue son premier concert en direct sur le site web on-live eMe.
À la fin 2015, Oscar annonce, en parallèle au départ d'Helena, un nouvel album pour 2016, intitulé La fuerza irresistible. En janvier 2017, ils publient le clip de la chanson Días y días, qui vient de leur dernier album, La Fuerza irresistible, publié chez Warner Music en 2016.

## Discographie
- 2006 : vs El monstruo de las ramblas (Music Bus ; sous le nom de Facto Delafé y las Flores Azules)
- 2007 : En la luz de la mañana (Warner Music Spain ; sous le nom de Facto Delafé y las Flores Azules)
- 2010 : vs Las Trompetas de la muerte (Warner Music Spain ; sous le nom de Delafé y las Flores Azules)
- 2013 : De ti sin mí - De mí sin ti (Warner Music Spain ; sous le nom de Delafé y las Flores Azules)
- 2011 : F.A.N. (DRO ; sous le nom de Facto y Los Amigos del Norte)
- 2014 : Estonosepara: Diez años de rarezas / Diez años de singles (Warner Music Spain ; sous le nom de Delafé y las Flores Azules)
- 2016 : La Fuerza irresistible (Warner Music Spain ; sous le nom de Delafé)
- 2019 : Hay un lugar (Album autoproduit ; sous le nom de Delafé)